# Mafia a Messina
La mafia messinese giornalisticamente definita anche Camorra Peloritana, è un sistema di cosche mafiose che operano nella Città metropolitana di Messina e che intrattengono rapporti con la 'Ndrangheta e con le maggiori famiglie mafiose del resto della Sicilia, in particolare catanesi e palermitane. Messina e il territorio circostante di fatto, pur non essendo particolarmente conosciuti per fenomeni di natura mafiosa, rappresentano il confine tra Cosa Nostra siciliana e 'Ndrangheta calabrese. La realtà mafiosa messinese venne messa maggiormente in luce dal Maxiprocesso di Messina nel 1986 per reati di associazione a delinquere di stampo mafioso, traffico di stupefacenti, estorsione e omicidio. Altre attività illecite emerse in seguito sono: riciclaggio di denaro, contrabbando di armi, scambio elettorale politico-mafioso, sfruttamento della prostituzione, scommesse clandestine e furti con conseguenti ricettazioni. Le organizzazioni criminali del messinese sono originarie delle periferie della città e di alcuni comuni della provincia. Zone contraddistinte per la loro presenza criminale sono: Giostra nella zona nord, Mangialupi, Santa Lucia Sopra Contesse, CEP, Bordonaro, Gazzi e Aldisio nella zona sud, le borgate Camaro e Gravitelli in prossimità del centro e Provinciale in zona centro-sud, mentre Barcellona Pozzo di Gotto, Mazzarrà Sant'Andrea, Tortorici, Mistretta e la valle dell'Alcantara in provincia.

Mappa della città metropolitana di Messina (ex provincia)

## Storia

### Origini della mafia nella città di Messina: testimonianze storiche della seconda metà dell'800
Esistono testimonianze che evidenziano come la mafia a Messina e dintorni, contrariamente a quanto si dice, abbia radici abbastanza antiche; secondo Giuseppe Borghetti, prefetto di Messina nel lontano 1875 «La maffia a Messina ebbe ed ha capi supremi e sapienti, in secondo rango i bravi in guanti gialli, in terzo gli accoltellatori e i sicari, in ultima linea i ladri». Alcune di queste testimonianze sono state raccolte attraverso un progetto di ricerca all'interno del libro "La mafia prima della mafia", in cui si fa riferimento ad alcune presunte organizzazioni criminali messinesi attive nella seconda metà dell'800. Si parla ad esempio di sodalizi criminali di truffatori e falsari a New York di origine messinese, e di altre bande attive sul territorio di Messina, tra queste presunte bande si annoverano: la Banda Cucinotta e la Società degli Accoltellatori e degli Sparatori.

### La guerra di mafia a Messina e il restyling del modello calabrese
Tuttavia i fenomeni maggiormente considerati che riguardano il contesto mafioso messinese, risalgono agli anni 70, in cui il potere criminale era esercitato dal gruppo di Lorenzino Ingemi. Negli anni 80 il boss del quartiere Giostra Gaetano Costa, soprannominato "facci i sola" si separò dalla compagine di Ingemi, e si affiliò ad una 'ndrina calabrese, facendosi strada nella gerarchia criminale della 'ndrangheta e importando a Messina il modello organizzativo criminale tipico della Calabria, adattandolo alla realtà metropolitana messinese. Membri di spicco del clan Costa erano: Domenico Di Blasi detto "occhi i bozza" (che intratteneva rapporti con la camorra secondo quanto riferito dal pentito Sparacio), Vincenzo Bitto, Sebastiano Valveri, Placido Cambria, Pasquale Castorina, Giuseppe Leo e Domenico Cavò. Successivamente le compagini criminali nel capoluogo divennero due: quella con a capo Gaetano Costa e i suoi vice, e quella capitanata da Placido Cariolo e Letterio Rizzo (detto "u ferraiolu"), il quale inizialmente si era messo al comando di una piccola banda per regolare dei tornaconti personali e in un secondo momento si affiliò al clan Cariolo. Il clan Costa ed il clan Cariolo entrarono in guerra tra loro per il controllo della città, e disponevano di armi di vario tipo, giubbotti antiproiettile e radio ricetrasmittenti. La rivalità tra i due clan messinesi si interrompe con la "Pace di Volterra", chiamata così perché stipulata dal Costa e dal Cariolo nel carcere di Volterra, al cospetto di altri membri dei due clan che in futuro sarebbero diventati boss, ovvero Giuseppe Leo e Luigi Galli. La conseguenza principale della pace fu una sorta di mistura tra i due clan. Il Cariolo decise di ritirarsi nelle isole eolie, ma alcuni membri del suo clan si fecero strada tra la realtà criminale dei quartieri peloritani, tra cui: Sebastiano Ferrara, Salvatore Pimpo, Rosario Rizzo, Letterio Rizzo e Antonino Cambria.

### I rapporti tra il futuro boss Luigi Sparacio e la mafia catanese
In quel periodo, nel 1981, il futuro boss Luigi Sparacio venne nominato "uomo d'onore" alla presenza di Domenico Di Blasi e di altri mafiosi calabresi, dentro il carcere di Messina. Lo stesso Sparacio durante il processo Orsa Maggiore, rivelò di essere diventato (grazie all'intercessione del mafioso concittadino Francesco Romeo) uno degli uomini di fiducia di Nitto Santapaola, tanto da essere stato incaricato di uccidere Alfio Ferlito nel 1982, ma successivamente tale omicidio fu ordinato ad altri ed a Sparacio fu chiesto solo di procurare un fucile di precisione. Sparacio andava spesso a Catania e alcuni mafiosi catanesi lo raggiungevano altrettanto spesso a Messina. Oltre a Santapaola aveva avuto rapporti anche con altri elementi di spicco della mafia catanese, come Aldo Ercolano, Eugenio Galea, Francesco Mangion, Nicola Maugeri, Calogero Campanella, Marcello D'Agata e altri esponenti mafiosi vicini al clan Nardo di Lentini, alcuni di questi conosciuti nel 1985 nel carcere di Piazza Lanza a Catania. Sparacio aiutava i boss catanesi a gestire gli appalti delle imprese di Catania che operavano a Messina tenendo lontane le estorsioni degli altri boss messinesi ed intermediando con essi, ed in cambio i catanesi dividevano con il suo clan i proventi.

### Il legame del boss Costa con la 'Ndrangheta e l'idea della "Cosa Nuova"
Nel processo "Ndrangheta Stragista" anni dopo, Gaetano Costa ha rivelato di essere stato inserito nella Ndrangheta per mano dei Piromalli di Gioia Tauro, di aver stretto rapporti con i De Stefano di Reggio Calabria, e di essersi fatto strada tra le file ndranghetiste fino a divenire membro della "Santa", un gruppo ristretto di ventuno membri di altro profilo criminale appartenenti alla Ndrangheta. Ha anche espresso di essere stato a capo di una forza mafiosa della portata di 300 persone quando era boss di Messina affiliato alla Ndrangheta. Nello stesso processo ha affermato di aver fatto amicizia con Leoluca Bagarella mentre si trovavano entrambi nello stesso carcere a Pianosa e di essere stato incaricato, insieme allo stesso Bagarella, di assassinare Raffaele Cutolo, il capo della nuova camorra organizzata. Le parole del Costa furono: «Conobbi Leoluca Bagarella nel carcere di Pianosa, e crebbe tra di noi questa forma di amicizia anche negativa. Si era instaurato un buon rapporto anche molto confidenziale, su argomenti molto delicati che competevano l’eliminazione di qualche nemico. Lui (Bagarella, ndr) mi aveva anche proposto, che nel caso arrivasse lì a Pianosa, un personaggio, Cutolo, si doveva eliminare. Per sua fortuna a Pianosa non ci arrivò. Lo avremmo dovuto eliminare materialmente io e lui (Bagarella, ndr), in pratica». Inoltre ha dichiarato che in passato Cosa nostra aveva avuto intenzione di aprire un casinò a Taormina e che per discutere di ciò, era stato fatto un summit mafioso tra messinesi, catanesi e palermitani. Costa aveva rapporti con gran parte delle 'ndrine calabresi più potenti, ed era stato informato della possibile creazione, mai realizzata, della cosiddetta "Cosa Nuova", ovvero una nuova ipotetica organizzazione criminale composta da alcune famiglie di Cosa Nostra (soprattutto corleonesi e palermitane) e da alcune ndrine, come la 'Ndrina Piromalli, la 'Ndrina De Stefano, la 'Ndrina Pesce, la 'Ndrina Mammoliti, la 'Ndrina Morabito, la 'Ndrina Raso, la 'Ndrina Libri, la 'Ndrina Mancuso e altre.

### L'uccisione del boss Badessa: rivelazioni di un pentito
Nel 1983 venne ucciso nei pressi del rione Camaro, il boss messinese Giuseppe Badessa (inteso mommiceddu). Tramite le dichiarazioni del pentito Antonio Cariolo nel corso del processo "Orsa Maggiore I", si scoprì che il mandante de facto era stato un altro boss messinese, Domenico Cavò, che aveva dei conti in sospeso con Giuseppe Badessa, legati ad alcuni fatti di sangue, ma che tuttavia non poteva agire contro di esso tramite i suoi affiliati, poiché era in corso una pax mafiosa tra i clan della città. In ragione di ciò, egli chiese a dei contatti palermitani e bagheresi a cui aveva fatto dei favori in precedenza, in particolare Leonardo Greco (boss di Bagheria), di sdebitarsi agendo loro contro il Badessa. In seguito ci fu un ulteriore "passaggio di mano", in quanto essi contattarono il numero uno di cosa nostra catanese, Benedetto Santapaola, affinché ordinasse ai suoi affiliati il delitto, da qui l'incarico arrivò probabilmente al catanese Aldo Ercolano ed al messinese Franco Romeo (intimo di Luigi Sparacio e cognato di Santapaola), che incaricò un gruppo di persone tra cui Antonio Cariolo (all'epoca 18enne) di organizzare l'omicidio. Venne organizzata quindi una staffetta: il Badessa fu attirato in macchina da un uomo di sua fiducia, per indicare il luogo dove svolgere in seguito una rapina, ma tale motivo era solo una copertura; una volta ucciso il Badessa, i killer abbandonarono l'auto e salirono su un'altra che gli stava alle spalle appositamente. In ultima analisi Cariolo dichiara che il delitto fu compiuto con una pistola calibro 7,65 di cui però non ha voluto dire il proprietario.

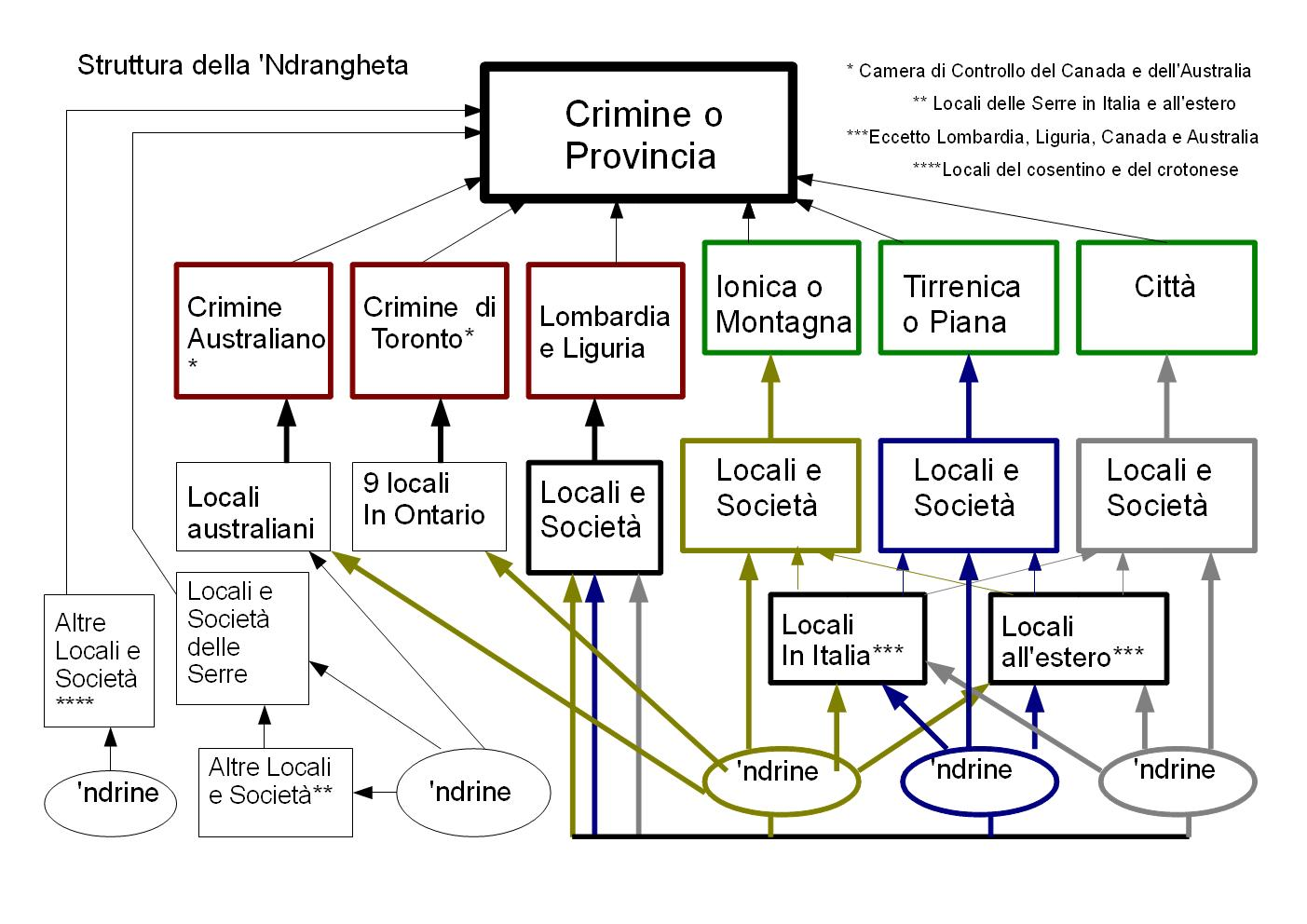
Struttura della 'Ndrangheta

### Gli attentati al giudice Providenti e alla Gazzetta del Sud
Nel 1985 a Messina erano avvenuti fatti parecchio allarmanti, come l'attentato dinamitardo all'abitazione del giudice Francesco Providenti e la bomba esplosa alla redazione della Gazzetta del Sud, quotidiano più importante di Messina e della Calabria.

### La realtà mafiosa nella costa tirrenica e sui monti Nebrodi negli anni 80
Nello stesso periodo nella fascia tirrenica della provincia agiva un altro clan, quello dei "barcellonesi", capitanato da Carmelo Milone e che non era coinvolto nelle vicende del capoluogo. Sui monti Nebrodi invece l'egemonia criminale apparteneva alla famiglia di Mistretta, facente parte del mandamento di San Mauro Castelverde, in provincia di Palermo, e, da tale famiglia proveniva Pietro Rampulla (ex militante di estrema destra all'Università di Messina, insieme a Rosario Pio Cattafi), designato in seguito come l'artificiere della strage di Capaci.

### L'omicidio di Graziella Campagna e le figure ad esso connesse
Graziella Campagna, nata nel 1968 a Saponara, crebbe in una famiglia numerosa. Lasciò presto gli studi e iniziò a lavorare come aiuto lavandaia a Villafranca Tirrena. Durante lo svolgimento del suo lavoro trovò un documento compromettente appartenente a un cliente, "Ingegner Cannata", che si rivelò essere Gerlando Alberti junior (nipote del boss palermitano Gerlando Alberti), che in quel periodo stava trascorrendo la sua latitanza tra Torre Faro (Messina), Villafranca, Porto Rosa e Falcone. Il 12 dicembre 1985, dopo aver finito di lavorare, scomparve mentre aspettava l'autobus. La sua assenza destò preoccupazione in famiglia, ma inizialmente si ipotizzò una fuga d’amore, teoria presto scartata. Testimoni affermarono di averla vista salire su un'auto con una persona di sua conoscenza. Due giorni dopo, il corpo di Graziella fu ritrovato a Forte Campone, vicino a Villafranca Tirrena, con cinque ferite da arma da fuoco, segno di un’esecuzione violenta. Le ferite indicavano un tentativo di difesa prima di essere colpita mortalmente. Il cognato della proprietaria della lavanderia dove si recò Gerlando Alberti Jr era Don Santo Sfameni, per anni considerato il boss di Villafranca Tirrena, con legami stretti con la mafia tirrenica, con cosa nostra palermitana e figure di spicco del panorama mafioso del capoluogo messinese come Michelangelo Alfano e Luigi Sparacio. Sfameni, ufficialmente imprenditore edile, ha mantenuto un profilo discreto, ma il suo nome è legato a numerose confische di beni (per un valore di 15 milioni), tra cui sette immobili a Messina destinati a scopi sociali. Coinvolto nell'inchiesta "Witness" insieme ad Alfano e Sparacio, fu accusato di essere un referente di Cosa Nostra a Messina. Condannato per la gambizzazione di un docente universitario, visse periodi di latitanza e intrattenne rapporti diretti con esponenti di spicco della mafia siciliana e della ‘ndrangheta, come Mommo Piromalli. Tra i pentiti di mafia che rivelarono informazioni riguardanti l'omicidio Campagna, c'è Carmelo Ferrara (fratello del boss del CEP, Sebastiano Ferrara), che essendo stato compagno di cella di Gerlando Alberti junior nel 1987, affermò di aver appreso da lui la versione reale dei fatti.

### Il maxiprocesso di Messina e la resa dei conti dei clan
Successivamente alla guerra tra il clan Costa e il clan Cariolo, a causa dei numerosi fatti di sangue avvenuti, venne celebrato nel 1986 un processo penale giornalisticamente definito maxiprocesso di Messina. Tra gli imputati ci furono i membri del clan Costa, del clan Cariolo, del gruppo di Lorenzino Ingemi e del clan barcellonese di Carmelo Milone. Furono utili a tal proposito le dichiarazioni del pentito Giuseppe Insolito ai sostituti procuratori Francesco Providenti, Rocco Sisci, Italo Materia e Pietro Vaccara, che gettarono le basi per il blitz della notte di San Luigi (22 giugno 1985), nel quale centinaia di uomini delle forze dell'ordine irruppero in 190 abitazioni di Messina eseguendo 290 mandati di cattura: 106 boss e gregari vennero arrestati durante il blitz, 144 mandati di cattura vennero notificati in carcere e 40 destinatari di si diedero alla latitanza, tra di essi il boss catanese Benedetto Santapaola, che lo era già da alcuni anni. Il maxiprocesso andò molto a rilento a causa della resistenza degli imputati e del caos da essi creato, ma non solo, durante il maxi processo, venne ucciso l'avvocato D'Uva, che si occupava della difesa di ben 13 imputati. Il mandante si pensa fosse stato Gaetano Costa, che durante un'udienza manifestò disapprovazione riguardo la sua strategia di difesa ritenuta troppo morbida lanciando una scarpa verso l'avvocato. Vennero portati a termine una serie di agguati in diverse zone della città contro alcuni imputati che erano stati rilasciati per decorrenza dei termini di custodia, insieme a spedizioni punitive contro i testimoni di giustizia e le loro famiglie. Le cosche cercarono di vendicarsi di Insolito, principale pentito e testimone al processo, tentando di uccidere entrambi i suoi genitori. Successivamente verranno uccisi quattro imputati, un altro si toglierà la vita, e altre due persone innocenti moriranno per essersi trovate al fianco delle vittime designate. I primi due, l'ex poliziotto Corrado Parisi e Gregorio Fenghi, vengono uccisi in centro a Messina l'8 agosto 1986. L'8 settembre viene freddato Natale Morgana sul viale Giostra. L'8 ottobre, uno degli imputati del maxiprocesso, Pietro Bonsignore, viene eliminato da un commando che irruppe nella sala d'aspetto di una struttura ospedaliera di Ganzirri, dove è ricoverato, e muore anche Nunzia Spina, donna innocente che casualmente si trovava accanto a Bonsignore. In contemporanea, nel quartiere Gazzi, viene eliminato Giovanni Bilardo, il quale era stato accusato di traffico di droga poco tempo prima. Il fatto che gli omicidi fossero avvenuti l'ottavo giorno di ogni mese per tre mesi di fila, potrebbe non essere determinante, ma potrebbe anche voler dire che la cupola messinese volesse dimostrare di avere sotto controllo ogni singolo soggetto coinvolto e di poterlo eliminare in ogni momento. Il 12 ottobre un altro imputato, Pasquale Paratore, si uccide. L'ultimo a morire è Gianfranco Galeani che viene freddato sui gradini di una chiesa nel villaggio Bordonaro. Dei 245 imputati, 65 furono condannati, mentre 163 furono assolti perché ritenuti non colpevoli, e 17 furono scagionati per mancanza di prove. In totale, furono inflitti 394 anni di carcere, rispetto ai 1020 anni richiesti dall'accusa. Il boss Gaetano Costa ricevette una condanna a tredici anni di reclusione, Placido Cariolo e Carmelo Milone furono condannati a sei anni ciascuno, mentre Lorenzino Ingemi e Luigi Sparacio (che in futuro diventerà il maggior esponente mafioso di Messina e provincia) furono assolti. Il crimine di associazione a delinquere di tipo mafioso (art. 416-bis del codice penale) fu riconosciuto solo per ventisette imputati considerati membri del clan Costa, mentre le altre tre cosche non furono classificate come mafiose. Subito dopo la sentenza, il pm Providenti dichiarò alla stampa: “Questa sentenza non corrisponde alla realtà criminale della città. È allarmante, è molto allarmante che abbiano assolto quasi tutti dall'accusa di traffico di stupefacenti, proprio nel momento in cui Messina è invasa dalla droga". Mentre il giudice messinese Giuseppe Recupero rilasciò la seguente dichiarazione in un'intervista: Il maxi non era necessario e qui a Messina esiste sì un'organizzazione criminale, ma non è mafiosa. Il messinese non ha la stoffa, né il carattere, né la personalità del mafioso". In seguito Giuseppe Recupero fu arrestato per legami con la mafia, ciò spiegherebbe la sua dichiarazione.

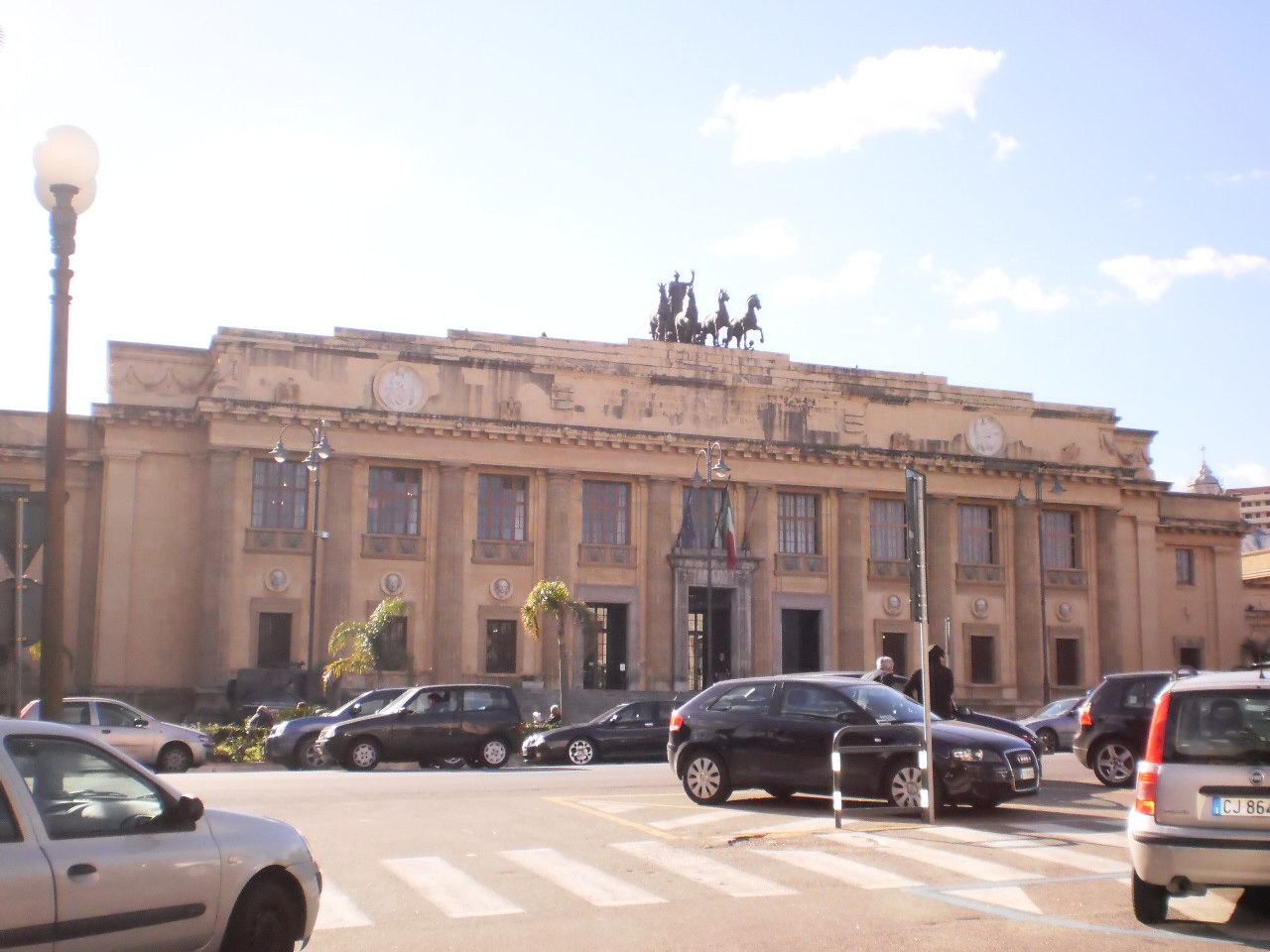
La facciata del tribunale di Messina

### Dopo il maxiprocesso, la disgregazione del clan Costa e l'ombra di una nuova guerra
Verso la fine degli anni '80, a causa della grande pressione giudiziaria derivante dal Maxiprocesso, il clan Costa si frammentò in diversi sottogruppi in lotta tra loro. Questi gruppi si divisero il controllo della città: Sebastiano "Iano" Ferrara e il suo clan presero il controllo del villaggio CEP e dintorni, il clan Mancuso si stabilì a Bordonaro e villaggio aldisio, la cosca Sparacio si insediò a Provinciale e dintorni (preferita anche dal boss Domenico Di Blasi), e il clan Marchese-Galli si instaurò nel rione Giostra. Secondo degli atti parlamentari, queste organizzazioni, unite a quelle della provincia, intrattenevano rapporti con alcuni sodalizi mafiosi delle zone di Vittoria e Caltanissetta. Nel 1988 venne ucciso Antonino Costa, fratello del boss Gaetano Costa, in Via Palermo.

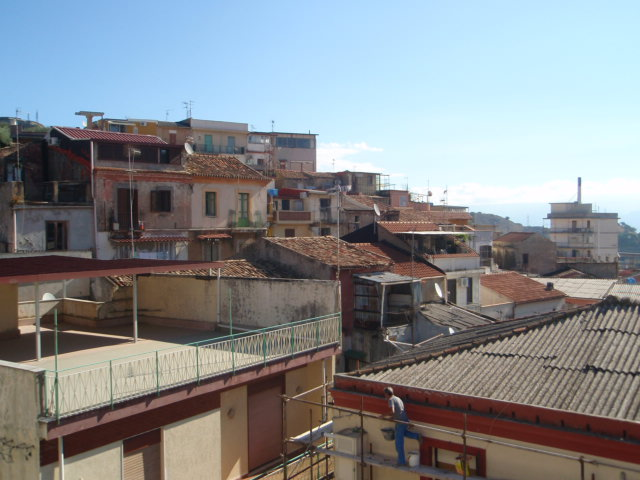
Il quartiere di Bordonaro

### L'ascesa dei Pellegrino, la faida con i Vitale e l'alleanza con i D'Emanuele di Catania
La famiglia Pellegrino fino a fine anni '80 era una semplice famiglia di pastori originaria della frazione di Santa Margherita, che viveva sulle colline dell'estrema periferia sud di Messina. Spesso nei quartieri di piccole dimensioni capita che vengano attribuiti dei soprannomi: in particolare i Pellegrino erano conosciuti da tutti gli abitanti della zona come "gli arancini". A cavallo tra gli anni '80 e '90 i Pellegrino iniziarono ad interessarsi del settore edilizio, ed in particolare crearono un'impresa di movimento terra. Per tale motivo entrarono in conflitto con un'altra famiglia locale, ovvero i Vitale, anch'essi dediti al medesimo settore. Dopo alcuni scontri ed atti di sfregio, nel febbraio del 1990 durante un incontro che doveva essere chiarificatore Nicola Vitale uccide Giovanni Pellegrino. Da qui nasce una faida vera e propria che venne fermata solo dall'Operazione Faida, in cui Giuseppe Pellegrino fu condannato a 30 anni. Da qui in poi il braccio operativo della famiglia diventarono gli altri fratelli: Nicola e Domenico Pellegrino. In seguito i Pellegrino cercarono alleati in un primo momento nel clan di Luigi Sparacio ed in quello di Sebastiano Ferrara (all'epoca boss del CEP di Messina). In un secondo momento consolidarono i rapporti con il clan Spartà del quartiere Santa Lucia Sopra Contesse. Giuseppe Pellegrino negli anni in carcere sviluppò una cooperazione con la famiglia D'Emanuele di Catania (parenti dei Santapaola), che portò i Pellegrino ad investire anche nel settore delle onoranze funebri, in cui i D'Emanuele erano specializzati. In totale, il patrimonio della famiglia Pellegrino arrivò a superare i 5 milioni di euro in poco tempo.

### La situazione nel versante tirrenico in seguito al maxiprocesso: la faida tra i barcellonesi
Nei primi anni '90, il clan barcellonese di Carmelo Milone fu gravemente decimato durante la cruenta faida con il boss Giuseppe Chiofalo (noto come Pino) e i suoi alleati, affiliati alla 'ndrangheta e al clan catanese dei Cursoti. Milone stesso fu arrestato e sostituito da Giuseppe Gullotti, che era molto vicino a Nitto Santapaola e in seguito fu condannato all'ergastolo per l'omicidio del giornalista Beppe Alfano. 

### Omicidio del boss Di Blasi e successiva escalation tra i clan messinesi
A inizio anni '90 la città di Messina subì una nuova alterazione degli equilibri criminali istauratisi per un brevissimo periodo dopo il maxiprocesso. L'evento in assoluto più significativo è stato l'omicidio del boss Domenico Di Blasi (ex braccio destro di Costa) ad opera del clan Mancuso e del gruppo Rizzo. Non meno significante fu l'eliminazione del boss Pippo Leo, che si consumò all'interno dell'abitazione di quest'ultimo dove potevano accedere poche persone. Seguì un'escaletion formata da una lunga serie di sanguinosi delitti e di rappresaglie. La cupola mafiosa messinese decise all'unisono di porre fine al gruppo di Mancuso e al meno rilevante gruppo di Rizzo (da tempo nemico di Di Blasi e già precedentemente affiliato all'ormai estinto clan Cariolo proprio per questo motivo). Furono utilizzate tecniche e meccanismi quasi paramilitari, come appostamenti, pedinamenti e agguati operati da più gruppi contemporaneamente e coordinati tra di loro, con anche l'ausilio di armi semiautomatiche e giubbotti antiproiettile. A seguito delle esecuzioni avvenute nell'estate del 1992 di Giuseppe Vento e Vittorio Cunsolo, ultimi membri non detenuti dei gruppi Mancuso e Rizzo, si conclude l'escalation di rappresaglie nate dall'omicidio del Di Blasi.

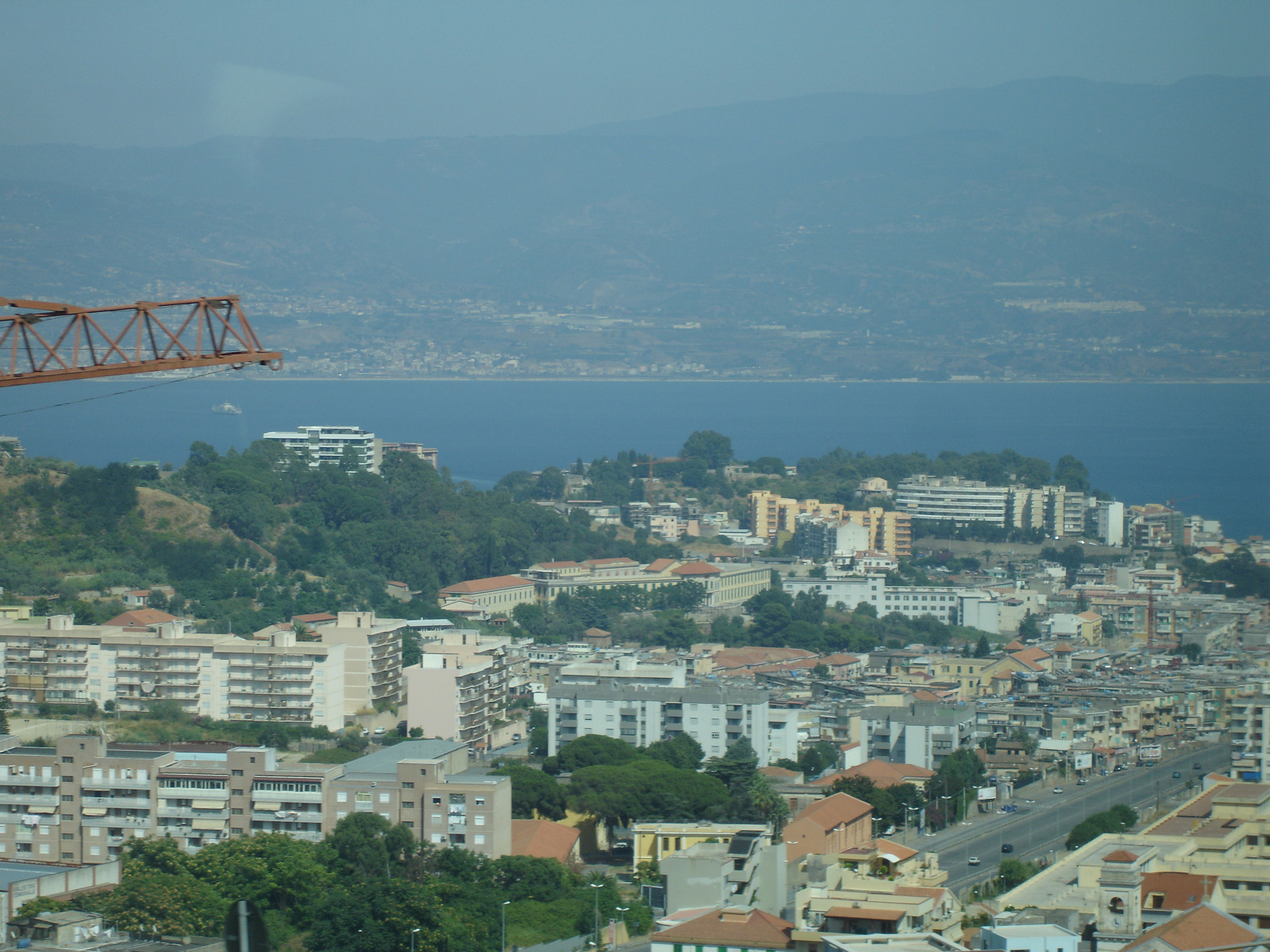
Uno scorcio del quartiere "Giostra"

### La figura di Michelangelo Alfano
Michelangelo Alfano, imprenditore di origine bagherese ma stabilitosi a Messina, nel 1984 fu indagato per mafia per la prima volta dal giudice istruttore Giovanni Falcone, a seguito delle dichiarazioni del collaboratore di giustizia Totuccio Contorno. Nel 1996, fu condannato per associazione a delinquere nell'ambito del cosiddetto maxiprocesso quater, poiché ritenuto il principale punto di riferimento di Cosa nostra nella città di Messina. Fu nuovamente arrestato nel 2000 per rapporti illeciti con la magistratura, in particolare con il sostituto procuratore Giovanni Lembo. Gli investigatori lo consideravano il "collegamento" tra la mafia palermitana e le cosche messinesi. Fu trovato senza vita nel 2005 nella periferia di Messina e si ipotizzò si trattasse di un suicidio poiché lasciò un biglietto di scuse rivolto ai familiari in cui esprimeva la paura di ritornare in carcere.

### Le operazioni antimafia dei primi anni 90: il ruolo di primo rilievo del messinese Luigi Sparacio nel panorama mafioso
Nei primi anni novanta, le operazioni "Peloritana 1", "Peloritana 2" e "Mare Nostrum", portate avanti dai magistrati Giovanni Lembo e Marcello Mondello della DDA di Messina, e incentrate su quanto dichiarato dai collaboratori di giustizia Mario Marchese (di Messina), Umberto Santacaterina (di Messina), Luigi Sparacio (di Messina), Giuseppe Chiofalo (di Barcellona Pozzo di Gotto) e Orlando Galati Giordano (di Tortorici), portarono a centinaia di arresti che destabilizzarono la criminalità organizzata a Messina e nella provincia circostante. Quando uno dei magistrati del pool antimafia ha esaminato per la prima volta i verbali delle confessioni di Luigi Sparacio, giovane capo delle cosche messinesi ed ex affiliato sia del clan Cariolo che del clan Costa (in periodi diversi), è rimasto sbalordito. Le dichiarazioni contenevano dettagli sulle recenti trame mafiose e sugli attentati che hanno scosso l'Italia, e i nomi che vi figuravano erano altamente compromettenti. Il pentito menzionava ex ministri e sottosegretari, parlamentari, membri di logge massoniche, persone che lavorano in prefetture e caserme, banchieri, imprenditori, e magistrati, tutti con legami e interessi con Cosa Nostra e altre organizzazioni mafiose. "Ho dovuto leggere quei nomi tre volte per credere che fosse tutto vero", ha confessato il magistrato. I nomi riguardavano Messina, Reggio, e includevano figure note a Roma e Milano, e persino in Svizzera. Per ciascuno di questi nomi, il pentito forniva dettagli sui ruoli e sui rapporti, offrendo prove concrete. Inoltre, si confermava l'ipotesi che l'attentato in cui i due carabinieri Antonino Fava e Vincenzo Garofalo erano stati uccisi a colpi di kalashnikov sull'autostrada a Scilla, in Calabria, mirasse a eliminare i cinque magistrati messinesi che stavano trattando il pentimento del boss Sparacio, appena trentaduenne e rappresentante provinciale di Cosa Nostra a Messina, delegato da Nitto Santapaola per i rapporti con le cosche della 'Ndrangheta. Sparacio era emerso come uno dei principali "luogotenenti" del crimine siciliano e calabrese, avendo raggiunto la vetta dei clan peloritani dopo la sanguinosa guerra tra clan. In quegli anni, il suo potere era cresciuto enormemente, con interessi in ogni settore, legale o illegale. Quando la magistratura gli sequestrò beni per venti miliardi di lire, il giovane boss aveva commentato quasi con indifferenza: "Cosa volete che siano...". In effetti, sembrava che avesse investito denaro ovunque, anche in una fabbrica di batterie da cucina in provincia di Latina, pubblicizzate su canali televisivi privati. Sparacio viveva una vita tutt'altro che limitata anche dopo l'arresto: prendeva aperitivi in rinomati bar del centro cittadino, frequentava la sua amante, incontrava complici mafiosi e amministrava il suo vasto impero di beni e attività illecite, sostenuto da un sistema corrotto che coinvolgeva anche funzionari giudiziari, nonostante le ripetute segnalazioni di poliziotti e carabinieri. Questi favoritismi rivolti al boss probabilmente avevano lo scopo di evitare che venissero fatti i nomi di alcuni imprenditori, quali: Michelangelo Alfano (probabile referente di Cosa Nostra Palermitana a Messina), Santo Sfameni (imprenditore edile e probabile boss di Villafranca Tirrena) e Domenico Mollica (imprenditore di Gioiosa Marea con interessi milionari soprattutto a Roma). La rete di lusso di Sparacio comprendeva beni come una Ferrari Berlinetta, una villa lussuosa sul litorale del quartiere Mortelle di Messina, un locale a Taormina, proprietà agricole e commerciali (di cui probabilmente una in Sud America), oltre le attività criminali. Il boss non solo beneficiava di tale situazione di favore dopo l'arresto, ma attraverso le sue deposizioni ha coperto dalle accuse una dozzina di suoi fedeli "associati", i quali hanno continuato a esercitare il controllo della cosca sulla città di Messina e sulla provincia. Solo nel 1998, venne finalmente smascherata la vera natura del "pentito", rivelando un sistema marcio e radicato di collusioni.

### I rapporti di Luigi Sparacio con Cosa Nostra catanese e palermitana, e il coinvolgimento negli interessi nazionali
Dal processo "Orsa Maggiore 1" è emerso che Luigi Sparacio si occupava anche della protezione di alcune imprese attenzionate dai boss catanesi che operavano a Messina. Tra le situazioni di cui si interessò vi è un'estorsione da parte del boss messinese Sebastiano Ferrara, nei confronti di un'azienda catanese. Altra situazione degna di nota alla quale trovò una soluzione fu un'estorsione nei confronti di una ditta, di interesse dei clan catanesi, che si occupava di edilizia presso il Policlinico Universitario di Messina. La "rendita" per ogni attività controllata dai boss catanesi sul territorio messinese veniva in parte conferita allo stesso Sparacio ed al suo clan, in quanto sodalizio più influente della città di Messina. Nel 1992 a Rometta, il boss messinese ha incontrato personalmente il corleonese Leoluca Bagarella ed un palermitano che rispondeva al cognome di Mangano (forse Antonino Mangano, boss reggente del mandamento di Brancaccio, o in via meno probabile Vittorio Mangano, principale referente di Cosa Nostra a Milano) per parlare di alcuni appalti importanti da gestire a Messina in quegli anni, ed inoltre gli Bagarella domandò se sapesse dove Benedetto Santapaola trascorreva la sua latitanza. Sempre nel 1992, a Rodia, si svolse un vertice tra Sparacio, Michelangelo Alfano, Rosario Pio Cattafi, Filippo Battaglia e il deputato Marcello Dell’Utri (futuro senatore ed europarlamentare). Secondo Sparacio "Alfano con Dell’Utri dovevano fare investimenti su Milano” ha detto  “Loro parlavano d’affari… erano in affari… Non leciti. Con tutto il rispetto non voglio parlare di nulla”. Inoltre il 19 maggio 1999, durante un interrogatorio con il magistrato fiorentino Gabriele Chelazzi, Sparacio rivelò che, prima degli attentati che Cosa Nostra effettuò negli anni 90, si era incontrato a Roma con Stefano Delle Chiaie, il quale forniva consulenza strategica e politica a Cosa Nostra e consegnò una mappa dell'Italia contrassegnata con delle “x” che indicavano i luoghi degli attentati pianificati. Quest'ultimo episodio tuttavia non è mai stato accertato. Si scoprì in seguito che Alfano aveva diversi amici imprenditori che operavano a Milano ed erano in società con la figlia di Vittorio Mangano.

### Le inchieste delle procure di Messina, Catania e La Spezia sui traffici internazionali di armamenti
Negli anni 90 le procure di Messina, Catania e successivamente La Spezia aprirono delle inchieste per valutare il fenomeno del traffico internazionale di armi. In particolare Rosario Pio Cattafi e i suoi soci in affari come Filippo Battaglia avevano rapporti con delle imprese produttrici di armi, con la massoneria deviata, con la magistratura e con i servizi segreti italiani. Filippo Battaglia era un avvocato nato a Messina ed è stato inizialmente un impiegato presso il Consorzio autostradale Messina-Catania. Lasciato l’impiego, Battaglia inizia l’attività di intermediatore nel settore delle armi, stabilendo il suo domicilio anche a Lima, in Perù, paese che diventerà poi il centro dei suoi affari. L'affarista si recò in Spagna, a Marbella, con un socio catanese che tramite alcune intercettazioni era emerso che avevesse espresso di voler presentare ad un certo Cultrera un “amico messinese”, che poteva risultare utile nella gestione di affari legati alla fornitura di armi a paesi extracomunitari. Tale figura era proprio Filippo Battaglia.

### La partecipazione del boss Costa al Processo Andreotti
Tra il 1993 e il 2004 si celebrò, nei suoi tre gradi di giudizio, presso le autorità giudiziarie di Palermo, Perugia e Roma, il processo contro Giulio Andreotti, al quale si ascoltarono anche le dichiarazioni del più rilevante boss messinese degli anni '70 e '80 ormai detenuto: Gaetano Costa. Nel processo Andreotti emerse che Leoluca Bagarella nel periodo in cui era detenuto a Pianosa rivelò a Costa dell'intervento di compiuto dall'onorevole Lima e dal senatore Andreotti per ottenere il trasferimento di alcuni detenuti siciliani dal carcere di Pianosa a quello di Novara. Dopo uno o due mesi quindici detenuti siciliani erano stati trasferiti al carcere di Novara: tra di loro vi erano, oltre a Bagarella ed allo stesso Costa, Santo Mazzei, Rosario Condorelli, Antonio Anastasi, Giuseppe Alticozzi, Nino Marano, Adolfo Scuderi, Gaetano Quartararo e un individuo di nome Rosario. In epoca successiva al trasferimento, Bagarella aveva invitato Costa a comunicare all'esterno dell'ambiente carcerario che a Messina occorreva indirizzare il consenso elettorale verso la Democrazia Cristiana e, in particolare, verso la corrente andreottiana. Dopo questa richiesta da parte di Leoluca Bagarella, Costa si premurò a informare Domenico Cavò, uno dei reggenti del suo clan a Messina, ancora a piede libero. Il collaboratore aveva, altresì, dichiarato di avere conosciuto nel carcere di Livorno, intorno al 1989-90, Francesco Paolo Anzelmo, il quale gli aveva confidato di essere stato impegnato, insieme al proprio suocero, nella realizzazione di lavori di rilevantissima entità a Messina per la costruzione di un complesso edilizio denominato Casa Nostra, nel quale avevano investito fondi Mariano Agate, Salvatore Riina, Leoluca Bagarella, Raffaele Ganci e Calogero Ganci. Costa aveva inoltre riportato informazioni su un ipotetico rapporto tra Andreotti ed il magistrato Carnevale: in Cosa Nostra si vociferava che c'era questo legame tra Andreotti e Carnevale e che il primo "aveva in mano" l'alto magistrato; Andreotti era "molto amico e intimo con Carnevale"; alcuni "uomini d'onore" scarcerati per decorrenza termini nel 1991 avevano avuto assicurazioni da Riina che "il Senatore Andreotti e il Senatore Lima stavano provvedendo ad aggiustare il processo in Cassazione".

### L'arresto del boss del CEP: Iano Ferrara
Nel marzo del 1994 dopo due anni di latitanza il boss del Villaggio CEP Sebastiano "Iano" Ferrara viene arrestato a soli 32 anni. Ferrara era considerato l'uomo più influente della zona sud di Messina dal punto di vista criminale dopo Luigi Sparacio, ed era subentrato al boss Pimpo che per qualche anno aveva diretto il gruppo criminale del CEP. Molti abitanti del Villaggio CEP lo consideravano un benefattore, poiché pare fosse solito aiutare le famiglie in difficoltà e impedire che i ragazzi del quartiere consumassero droghe, questa caratteristica gli valse l'appellativo di "boss buono" e lo rese celebre in tutta Italia. Nel momento del suo arresto molti abitanti del quartiere scandirono a gran voce il suo nome e inveirono contro i poliziotti. La protesta per il suo arresto continuò anche di fronte al tribunale, dove una folla di persone si sono riunite per rendere omaggio al boss. Dopo essersi "pentito" Ferrara è diventato un simbolo della lotta alla droga e alla malavita.

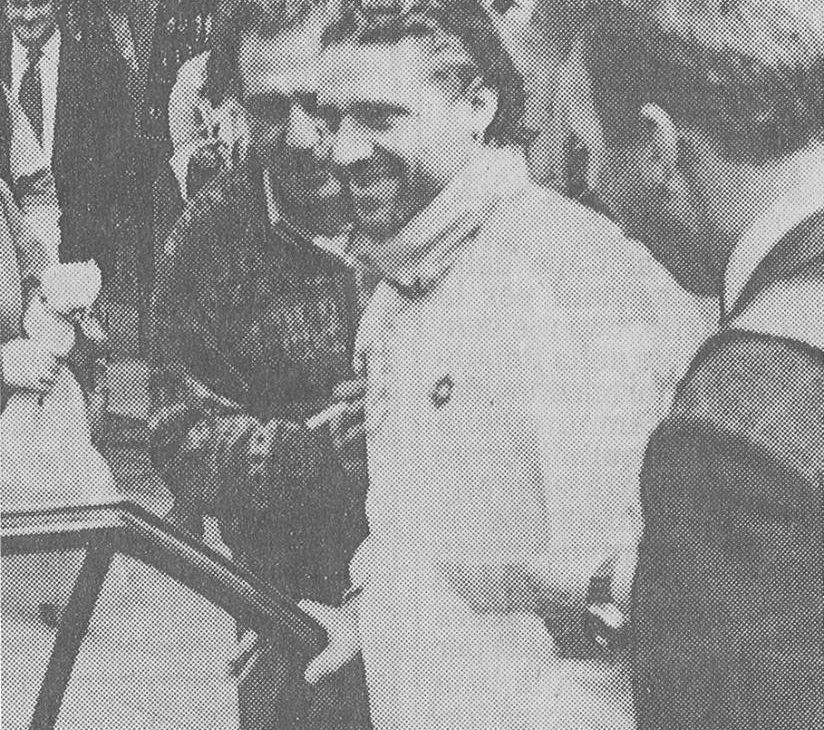
L'arresto di "Iano" Ferrara sulla pagina di un giornale

### Le vicende legate all'Università di Messina
Il 15 gennaio 1998, il professor Matteo Bottari, primario endoscopista del Policlinico universitario, viene assassinato con un colpo di lupara nella sua auto, dando inizio al "caso Messina". Le indagini, condotte dalla squadra mobile e dalla Criminalpol e coordinate dal pm Carmelo Marino, si concentrano subito sulla gestione degli appalti universitari. Giorno 11 febbraio, la Commissione nazionale antimafia arriva a Messina e, in tre giorni di audizioni, delinea un quadro allarmante: la città risulta dominata da un intreccio di interessi politici, economici e mafiosi, con il cuore dell'attività collocato all'Università, che gestisce appalti per 250 miliardi di lire. I commissari accusano il Palazzo di giustizia e il sottosegretario agli Interni Angelo Giorgianni, ex magistrato a capo del pool mani pulite messinese. Emerse che la Procura, guidata da Antonio Zumbo, cognato del fratello del Rettore, aveva avviato numerose inchieste per creare un diversivo e proteggere gli interessi consolidati. La relazione dell'antimafia porta alle prime conseguenze: il presidente del Consiglio Prodi costringe Giorgianni alle dimissioni, e due magistrati, Zumbo e Romano, sono costretti al trasferimento. Anche i tentativi di depistaggio delle indagini sull'omicidio Bottari emergono, con i legami tra la 'ndrangheta calabrese e il Policlinico di Messina: il rettore e il prorettore denunciano minacce di morte ricevute, mentre il segretario generale trova la sua auto danneggiata da cinque colpi di pistola. Nonostante le critiche della Commissione antimafia, Diego Cuzzocrea si ricandida a rettore e viene eletto al primo turno il 4 maggio. Tuttavia, il 10 giugno si autosospende in seguito alle accuse, insieme al fratello e al cognato, di aver simulato il furto della propria auto e le minacce ricevute. Quattro giorni dopo, per evitare la sospensione cautelare richiesta al gip dal pm Marino, si dimette definitivamente. Nel frattempo proseguirono le indagini sull’omicidio del professor Bottari. Nel giugno 1998 i sospetti caddero su Giuseppe Longo, gastroenterologo collega della vittima. Fu “formalmente sospettato” di aver commissionato l’omicidio a causa di dissidi relativi alla ristrutturazione di un padiglione del Policlinico ma fu arrestato soltanto con l'accusa di essere contiguo alla 'Ndrina Morabito di Africo, che, attraverso di lui, si sarebbe infiltrata nell'Università. Mai accusato ufficialmente per il delitto Bottari ed assolto da ogni accusa di mafia nel processo «Panta Rei», Longo morì suicida nel 2013, all'età di 64 anni.

### Business dei rifiuti e infiltrazioni nelle amministrazioni comunali della zona tirrenica della provincia
Dal 2003 in poi sono state poste in essere dal cosiddetto "clan dei Mazzarroti" diverse attività illecite nella zona tirrenica della provincia, in particolare nei territori comunali di Mazzarrà Sant'Andrea, Tripi e Furnari. Si tratta soprattutto di gestione delle discariche e manipolazione delle elezioni amministrative del comune di Furnari, poi sciolto nel 2010 proprio per infiltrazioni mafiose. Per lo stesso motivo era stato sciolto nel 2005 il comune di Terme Vigliatore e venne sciolto nel 2015 anche il comune di Mazzarrà Sant'Andrea.

### Colpo di stato nel quartiere Giostra: il boss Marcello D'Arrigo e il killer Gaetano Barbera si contrappongono al nuovo reggente Minardi.
Con l'arresto dei principali esponenti del clan di Giostra, come i Galli e Puccio Gatto, le redini vennero prese da Giuseppe Minardi, che tentò di riorganizzare le fila. Quest'ultimo voleva inglobare totalmente sotto il controllo diretto del clan anche il quartiere Annunziata, che tuttavia aveva già una sua piccola cosca: quella dei Vinci, capeggiata da Giovannino e Rosario Vinci, che pur essendo in stretto contatto con le dinamiche di Giostra, pare si autogestisse. Minardi aveva inoltre escluso dal giro delle estorsioni Gaetano Barbera, un noto esponente del clan che decise di iniziare una scalata criminale stringendo accordi con i vertici di altri clan cittadini: il clan Spartà di Santa Lucia Sopra Contesse ed il clan Ventura di Camaro. Secondo quanto riferito dal procuratore capo Guido Lo Forte, Barbera era un killer molto abile, capace di organizzare un omicidio in tempi brevissimi. Il 18 febbraio 2005 nel quartiere annunziata, il 27enne Stefano Marchese, braccio destro di Minardi, venne crivellato di colpi di pistola: 4 sulla schiena e 2 alla testa. Tutto avvenne accanto al distributore del quartiere Annunziata. Il reggente del clan Spartà, Marcello D'Arrigo, ordinò che la moto rubata che era stata usata per l'agguato contro Marchese, venisse posizionata come avvertimento di fronte la casa del boss di Giostra Puccio Gatto, ormai detenuto. Il procuratore Lo Forte si espresse anche sulla pericolosità di D'Arrigo, definendolo un uomo di grande intelligenza e spessore criminale. Il 13 marzo viene ucciso anche Francesco La Boccetta per non aver saldato il pagamento di una partita di droga. Il 29 aprile muore Sergio Micalizzi. Soltanto un'ora dopo Roberto Idotta cade sotto i colpi di Gaetano Barbera. Sia D'Arrigo in qualità di mandante, che Barbera in qualità di esecutore, vengono condannati all'ergastolo, mentre al presunto mandante Rosario Vinci, l'ergastolo venne annullato in Cassazione. Barbera divenne in seguito collaboratore di giustizia.

### Operazione "Case Basse": il triumvirato tra D'Arrigo, Barbera e Santovito per spodestare gli Spartà e controllare la periferia sud
Nel 2008 si svolse l'operazione "Case Basse" che individuò un "triumvirato" tra D'Arrigo, Barbera e Daniele Santovito, al comando di un nuovo clan. I boss impartivano ordini dal carcere, dirigendo estorsioni, spaccio e ordinando un uccisione, che fortunatamente fu impedita dalle forze dell'ordine grazie ad un'intercettazione e ad una retata di arresti. La vittima di tale ordine di uccisione, doveva essere Antonio Spartà, fratello del boss di Santa Lucia Sopra Contesse Giacomo Spartà (di cui D'Arrigo stesso era vice), che D'Arrigo, Barbera e Santovito volevano spodestare. Al nuovo sodalizio fu contestata l'associazione mafiosa finalizzata all’estorsione, alla detenzione illegale di esplosivo, di armi comuni da sparo e da guerra (in particolare un kalashnicov e due fucili) e spaccio di stupefacenti.

### Operazione "Batangas": la shaboo proveniente dalle Filippine
Nel 2011 fu condotta un'operazione antidroga definita "batangas" per contrastare l'importanzione e lo spaccio di "Shaboo": una droga sintetica proveniente dalle Filippine con effetti critici per il sistema nervoso. L'importazione e lo spaccio erano in mano ad un gruppo criminale filippino operante a Messina. Altri episodi legati allo spaccio della potente droga filippina si sono verificati fino al 2023.

### Le cure e la latitanza a Messina del boss della 'Ndrangheta Francesco Pelle
Nel luglio 2012 il boss calabrese Francesco Pelle venne ricoverato presso il centro Neurolesi di Messina, sotto il falso cognome "Scipione". La latitanza del boss a Messina durò circa un anno. Il medico Stefano Andrea Violi (originario di Melito di Porto Salvo ma laureato all'Università di Messina), fu accusato di aver coperto l'identità del boss. L'indagine condotta dai carabinieri tentò di risalire ai possibili fiancheggiatori del latitante appartenenti alla mafia locale, poiché risultava strano che Violi avesse attuato tutto da solo; tuttavia l'indagine non trovò altri complici e portò alla condanna del solo Violi. Francesco Pelle fu poi inserito nella lista dei 30 ricercati più pericolosi in Italia.

### Ritrovamento di esplosivi e grosse quantità di armi e munizioni nel quartiere Mangialupi di Messina
Nel 2013, nel rione Mangialupi, sono stati scoperti diversi arsenali: una mitraglietta Uzi con la canna filettata per il montaggio del silenziatore, pistole semiautomatiche Beretta, pistole Revolver, un fucile semiautomatico Breda calibro 12, vari chilogrammi di polvere da sparo, migliaia di cartucce, diversi chilogrammi di esplosivo (tritolo) e persino una penna-pistola artigianale, completamente operativa. Nello stesso anno, nel villaggio Acqualadroni, situato nella zona nord, sono stati rinvenuti sotto mezzo metro di sabbia: 16 chili di eroina, 1,2 chili di cocaina, varie pistole, una mitraglietta "Walter" calibro 9 e migliaia di cartucce. 

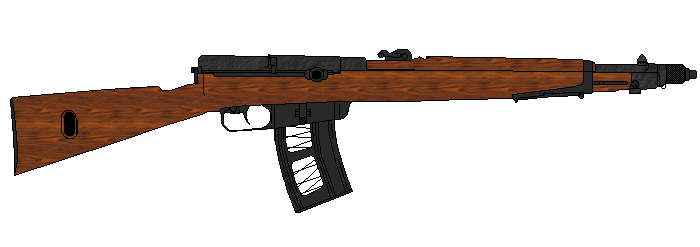
Un fucile Breda semiautomatico simile a quello trovato nel quartiere Mangialupi di Messina

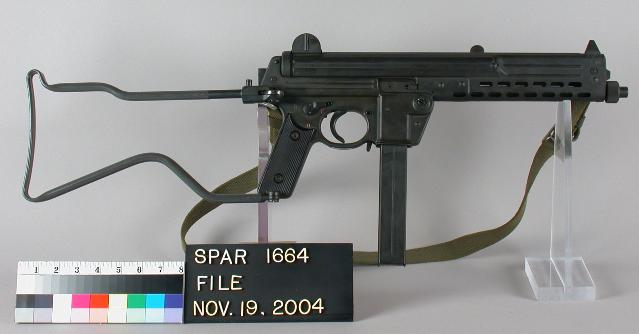
Una mitraglietta Walther molto simile a quella trovata sotterrata nella spiaggia del quartiere Acqualadroni di Messina

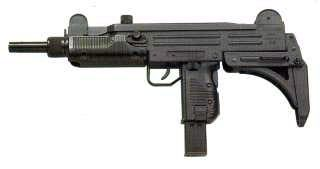
Una mitraglietta Uzi molto simile a quella trovata nell'arsenale mafioso nel quartiere Mangialupi di Messina

### Discarica di Mazzarrà: cimitero di mafia
"Nella discarica di Mazzarrà Sant'Andrea sono stati ritrovati scheletri umani, pare resti di cadaveri risalenti a pochi anni fa. Non posso dire altro perché la questione è oggetto di un'indagine sia da parte della Commissione, che accerterà le responsabilità politiche, sia da parte della magistratura". Queste sono state la parole dell'allora presidente della Commissione antimafia dell'Assemblea Regionale Siciliana, Nello Musumeci nel 2014, nel corso della presentazione, a Palazzo dei Normanni, a Palermo, del disegno di legge sul codice etico. La vicenda era già emersa nel gennaio 2011 grazie alle rivelazioni del collaboratore di giustizia Carmelo Bisognano, considerato il primo grande "pentito" della mafia barcellonese. Successivamente dei pentiti di Barcellona Pozzo di Gotto e Mazzarrà Sant'Andrea hanno indicato nuovi siti dove sarebbero state sepolte persone vittime di lupara bianca.

### Il ramo messinese della famiglia Santapaola
Per anni, soprattutto nel periodo successivo alle "guerre tra clan", le relazioni della Direzione Investigativa Antimafia hanno descritto la criminalità a Messina come frammentata, caratterizzata da bande sufficientemente violente per creare un blando allarme, ma prive di una struttura gerarchica riconducibile ad alti profili mafiosi. Fino al 2014, la convinzione diffusa tra magistrati e forze dell’ordine era che la mafia vera e propria non avesse più radici solide in città. Tuttavia, questa valutazione non teneva conto della presenza silenziosa, ma influente, di un ramo messinese della famiglia Santapaola, storicamente legata alla mafia catanese e ai vertici di Cosa Nostra. Natale Santapaola, fratello del boss Nitto Santapaola, si era stabilito a Messina con la famiglia, dando origine a una nuova generazione con radici nella città. I suoi figli, Pietro e Vincenzo, pur essendo noti alle autorità, erano ritenuti solo intermediari e nulla di più. Anche quando il collaboratore di giustizia Santo La Causa li citò nel 2014, non furono considerati capi di una vera organizzazione mafiosa. Tuttavia, il mafioso messinese Francesco Romeo sposò Concetta Santapaola, sorella di Nitto Santapaola dando vita ad un nuovo ramo della famiglia Santapaola di stirpe sia messinese che catanese. Romeo, già coinvolto nell’operazione antimafia Orsa Maggiore del 1992 e detenuto in regime di 41-bis, una volta rilasciato tornò a ricoprire un ruolo nell’ambiente criminale. Fu proprio Romeo ad avvicinare il boss messinese Luigi Sparacio, suo amico dagli anni 70, a Benedetto Santapaola e Aldo Ercolano. Proprio attorno alla famiglia Romeo/Santapaola si sviluppò un nuovo modello mafioso: meno appariscente, più integrato nell’economia e meno incline alla violenza visibile. Su input dei Carabinieri di Messina, la Procura avviò un’indagine cruciale, intercettando i movimenti dei nipoti messinesi di Nitto Santapaola. All’inizio, le intercettazioni non rivelarono attività strettamente criminali, ma svelarono un’imponente rete di affari: aziende edili, negozi di scommesse, società di forniture per la sanità pubblica e investimenti immobiliari. Più che una classica cosca mafiosa, sembrava una holding economica gestita da figure con profonde connessioni nel mondo imprenditoriale, politico e massonico. Al centro di questa rete spiccava Vincenzo Romeo, descritto come un giovane sufficientemente colto e ben inserito negli ambienti economici e finanziari. Appariva come un imprenditore capace di muoversi tra uomini d’affari e professionisti di alto livello, ma capace di far valere il peso della sua famiglia anche con la violenza quando necessario. Romeo strinse rapporti con Biagio Grasso, imprenditore di Milazzo con legami nel nord Italia, e attraverso di lui entrò nei circuiti finanziari più influenti. Insieme, si inserirono in progetti immobiliari e nella gestione di appalti pubblici. Tra i loro contatti figurava Carlo Borella, ex presidente dei costruttori messinesi e figura di spicco in Confindustria, con cui Vincenzo divenne socio occulto nella Demoter, azienda attiva in grandi opere come l’autostrada Salerno-Reggio Calabria e gli appalti di Milano per Expo 2015. Parallelamente, Romeo controllava il mercato delle sale giochi e delle slot machine a Messina. Sebbene non apparisse ufficialmente in alcun affare, il suo potere era noto a tutti. Questo nuovo modello di mafia non si basava sulle estorsioni tradizionali. Come spiegò Stefano Barbera, manager della Whirlpool legato a Romeo, a Messina era quasi “vietato chiedere il pizzo”. Il denaro veniva accumulato in modo più sofisticato: attraverso il controllo delle attività economiche, la corruzione e le relazioni con imprenditori e politici. Tuttavia, la violenza non era scomparsa, e se necessario, veniva usata senza esitazione. Un esempio chiave fu l’aggressione a un fornitore che aveva sospeso le consegne per mancati pagamenti. Le intercettazioni registrarono in diretta le urla dell’uomo mentre veniva picchiato da Romeo. Un altro episodio coinvolse un gruppo di estorsori calabresi che tentarono di imporre il pizzo a Barbera. Quando Romeo si presentò all’incontro, li fece uscire dal negozio e pochi minuti dopo si udirono i rumori di una violenta aggressione. Nel 2017, l’Operazione Beta portò alla luce l’intero sistema. Coordinata dalla Procura di Messina, l’indagine sfociò in una serie di arresti eccellenti tra mafiosi e colletti bianchi. Il giudice Salvatore Mastroeni, esperto di mafia con un passato a Caltanissetta dopo le stragi del ‘92, interpretò la vicenda con una visione innovativa. Nella sua ordinanza, descrisse questa mafia come una "bolla invisibile" che governava in modo occulto, lasciando la violenza alle bande di strada quando necessario. Secondo lui, l’inchiesta segnava un punto di svolta: il concorso esterno tra mafia e imprenditoria stava ormai sostituendo la mafia tradizionale, rendendo obsoleto il concetto stesso di criminalità organizzata basata sulla sola intimidazione. È emerso, inoltre, che il sodalizio mafioso aveva la capacità di influenzare anche l’espressione del voto in alcuni quartieri di Messina. In particolare si fa riferimento ad un'affermazione (risalente al 2015 e individuata dalle intercettazioni) di Francesco Romeo, padre di Vincenzo, che, discutendo col figlio, commentava le vicende elettorali riguardanti un candidato: «Se non era per noi altri i voti dove li prendeva nella funcia… (nel muso, ndr).

### Operazione "Holiday": narcotrafficanti messinesi dal Sud America al centro-nord Italia
L'operazione "Holiday" fu un'operazione antidroga posta in essere nel 2015 dalla guardia di finanza di Messina con lo scopo di smantellare un gruppo di narcotrafficanti, nel quale figura anche il nome di Vincenzo Torrisi (di Giarre), uno dei nipoti del boss catanese di Cosa Nostra Nitto Santapaola. Il nome dell'operazione deriva dal termine in codice (“vacanza”) adottato dal messinese Gangemi (alias “Ginger”), elemento di spicco del gruppo criminale, quando doveva recarsi in Sud America per organizzare le spedizioni di cocaina. Gangemi era coadiuvato dal collaboratore Giuseppe Bellinghieri (chiamato ironicamente "Pippo l'americano"), noto trafficante messinese operante nell'area milanese, già coinvolto in un'operazione antidroga nel 1998 assieme ad Angelo Epaminonda (esponente di spicco del distaccamento del clan catanese dei cursoti nel Nord-Italia). Bellinghieri intratteneva rapporti con la 'Ndrina Pelle e col clan Fasciani del quartiere Ostia di Roma, e si occupava di smistare la droga nelle città di Milano, Bergamo, Lodi, Aosta nel nord-Italia, e a Roma e Ostia nel centro-Italia. Le mete dove si recava il Gangemi per organizzare spedizioni di cocaina erano: la Colombia, Santo Domingo e Panama. I due narcotrafficanti messinesi sono stati arrestati nell'aeroporto El Dorado di Bogotà in Colombia.

### Nuovo sodalizio di gruppi mafiosi nella zona centro-sud di Messina
Circa dal 2015 in poi nelle zone del centro-sud di Messina si affermarono tre distinti gruppi criminali: il clan Lo Duca a Provinciale, il clan De Luca a Maregrosso ed il meno cospicuo gruppo Sparacio nella zona di Fondo Pugliatti. Il gruppo Sparacio faceva capo a Salvatore Sparacio (nipote del ben più famoso boss di fama nazionale Luigi Sparacio, il cui clan tuttavia pare non avesse alcun legame con quello capeggiato dal nipote in tempi recenti). I tre gruppi agivano in stretta collaborazione, quasi come se si trattasse di un unico clan e facevano cassa comune presso il Clan Lo Duca. A tale sodalizio si imputano principalmente i reati di usura, estorsione e gestione di gioco d'azzardo e scommesse clandestine. Inoltre pare che intervenissero nelle dispute tra gli abitanti dei quartieri in cui operavano cercando di impartire un proprio ordine. Il boss Lo Duca è un profilo criminale di spicco non soltanto nel panorama messinese. Gli investigatori lo hanno visto incontrarsi con esponenti della 'Ndrangheta calabrese come Giovanni Morabito (il nipote del numero uno della 'Ndrangheta Giuseppe Morabito detto "u Tiradrittu") di Africo e i Favasuli di San Luca. Nel 2017 invece viene intercettato a incaricare la sorella a spedire gli auguri di Natale ai boss detenuti Sandro Lo Piccolo di Palermo e Giuseppe De Stefano di Reggio Calabria.

### L'indagine "Polena" contro il clan Spartà di Santa Lucia sopra Contesse
Il 19 Luglio 2018 i carabinieri hanno arrestato 8 esponenti del clan Spartà, insediato nel villaggio di Santa Lucia sopra Contesse. L'indagine che ha portato a queste misure venne denominata "Polena" e iniziò nel 2014 basandosi sulle dichiarazioni del pentito Daniele Santovito, che hanno consentito di mettere in chiaro i principali business del clan capeggiato da Giacomo Spartà (boss detenuto dal 2003). E' emerso che a condurre le attività criminali del clan durante la detenzione del boss, era Raimondo Messina. Durante il suo comando il clan si è reso responsabile di diverse intimidazioni, manipolando il mercato della distribuzione delle carni, in favore di alcuni affiliati e imponento ai commercianti alcune scelte aziendali per favorirne altri. Nel corso dell'inchiesta è emerso anche un episodio di usura ai danni della titolare di una nota gioielleria cittadina, la quale per far fronte ai debiti con i fornitori ha dovuto avere a che fare con il clan, arrivando a pagare circa la metà dell'importo di interessi. Non meno importante per tale sodalizio si è rivelata la gestione delle sale giochi e dei centri scommesse. Nel 2019 emerse attraverso l'indagine "Matassa" che il clan estendeva il proprio raggio d'azione anche fuori dalla principale zona d'influenza, attraverso delle estorsioni ai danni di un'impresa catanese che svolgeva servizi di vario tipo per l'ateneo cittadino.

### Narcotraffico tra Messina, Albania e Colombia nel 2019: operazioni "Sfizio" "Cafè Blanco" e "Tunnel"
Nel 2019 la Guardia di Finanza ha smantellato un traffico di droga dall'Albania a Messina, che coinvolgeva anche realtà criminali di Emilia Romagna, Abruzzo e Calabria. L'operazione "Sfizio" ha stanato un piccolo gruppo criminale legato al villaggio Contesse, che usava una rosticceria come base operativa. Il locale insospettiva per i flussi anomali di clienti rispetto agli incassi. Sono stati sequestrati carichi di marijuana da 55 kg ciascuno. Nove persone, tra cui sette italiani e due albanesi, sono state arrestate per il traffico e spaccio di droga. Sempre nello stesso anno due importanti operazioni delle forze dell’ordine hanno portato a 46 arresti, confermando l’escalation del fenomeno del narcotraffico internazionale: l’operazione "Cafè Blanco", che ha svelato una rotta di narcotraffico di cocaina ed ecstasy tra la Colombia e Messina tramite il colombiano Carlos Manuel Ramirez De La Rosa, e l’operazione "Tunnel", che ha smantellato un altro traffico di droga proveniente dall’Albania, passando per la Puglia, che riforniva un nucleo criminale composto da membri di origine balcanica che si era insediato tra Merì e Barcellona Pozzo di Gotto e che aveva stretto accordi con il clan di Mangialupi.

### Le corse di cavalli e le quote di attività commerciali: i business del clan di Giostra durante la pandemia
Durante il primo anno di pandemia, l’indagine denominata "Cesare", condotta dai Carabinieri del Nucleo Investigativo di Messina, ha attenzionato le attività del "clan Galli", operante nel quartiere Giostra di Messina e capeggiata da Luigi Galli, figura storica del sodalizio. Le prove raccolte hanno permesso di identificare ulteriori attività illecite quali l’organizzazione di corse clandestine di cavalli e il controllo delle relative scommesse. Giuseppe Irrera, genero di Galli e commerciante, è emerso come rappresentante di rilievo del clan, gestendo le operazioni dal suo negozio di frutta e verdura. Le corse avvenivano su strade urbane ed extraurbane chiuse al traffico da sentinelle su scooter. Il clan aveva anche legami con Cosa Nostra catanese, in particolare con il clan Santapaola, per organizzare gare tra scuderie messinesi e catanesi con una posta in palio. Tali competizioni si svolgevano probabilmente nel comune di Fiumefreddo, al confine tra le due città metropolitane di Catania e Messina. Nel corso di una di queste gare alcuni sostenitori della compagine catanese hanno disturbato l'andamento del cavallo messinese, come poi visionato da Irrera tramite un filmato. Nacque qui una controversia che vide l'Irrera rifiutarsi di pagare la posta perduta e pretendere la ripetizione della corsa; richiesta che fu successivamente accettata dagli esponenti dei Santapaola a seguito di un incontro. Irrera è inoltre accusato di trasferimento fraudolento di beni, avendo intestato fittiziamente società immobiliari e commerciali, successivamente sequestrate, per un valore complessivo di circa 2 milioni di euro. Parallelamente, l’operazione ha smantellato un traffico di droga gestito dal gruppo capeggiato da Carlo Altavilla, attivo nei quartieri di Giostra e Santa Lucia Sopra Contesse. Questo gruppo si riforniva di cocaina e marijuana dalla Calabria e dalla Campania.

### Traffico di cocaina con la 'Ndrangheta di San Luca
Nel 2022 è stata sgominata a Messina una banda di trafficanti di cocaina con base nella zona sud della città che si riforniva dalla 'ndrina Nirta di San Luca. I fornitori si servivano di corrieri della droga che sono risultati essere residenti nella provincia di Vibo Valentia e utilizzavano mezzi di trasporto modificati per nascondere gli stupefacenti. I trafficanti erano inoltre stati dotati di telefoni riservati per comunicare. La sostanza una volta giunta al clan messinese veniva in parte venduta attraverso un canale privilegiato ai trafficanti di Tortorici.

### Processo "Montagna Fantasma": smaltimento di rifiuti edili nelle colline del quartiere Gravitelli
Nel 2022 venne condotta un'indagine poi sfociata nel processo "Montagna Fantasma" che aveva come oggetto lo smaltimento di alcuni rifiuti edili. Secondo l'accusa, per diversi anni alcuni costruttori della città si sarebbero affidati al clan dei Mancuso per smaltire illegalmente e a basso costo i loro rifiuti edilizi in un sito non autorizzato, nei pressi di Gravitelli, considerato il loro "territorio di riferimento" storico fin dalla seconda guerra di mafia degli anni ’90. Una narrazione che è stata ritenuta fondata dai giudici. Vennero contestati, a vario titolo, diversi illeciti: gestione abusiva di rifiuti, trasporto irregolare di materiali di scarto e inquinamento ambientale; ad alcuni imputati era inoltre contestata l'associazione a delinquere.

### Messina al centro di affari di droga tra le realtà criminali d'Italia, Paesi Bassi e Spagna
Nel 2024 è stata condotta una maxi operazione antidroga tra Sicilia e Calabria per la quale sono stati impiegati 800 uomini delle forze dell'ordine. L'inchiesta ha rivelato la presenza e l'attività di un sodalizio criminale con base a Messina e con rapporti con i clan della provincia, impegnato nel traffico di stupefacenti. Questo gruppo aveva legami con reti calabresi, in particolare nella piana di Gioia Tauro, a Rosarno e a San Luca, e avevano diramazioni e contatti anche in Campania, Lombardia e all'estero, in Spagna e Paesi Bassi. Le indagini hanno identificato i canali di approvvigionamento della droga: la cocaina e il crack provienivano dalla Calabria, l'hashish dalle province di Napoli e Milano e dalla Spagna, mentre lo spice (un cannabinoide sintetico con effetti psicotropi molto pericolosi per la salute) arrivava dai Paesi Bassi. La droga arrivava ai clan messinesi che a loro volta la smistavano alle organizzazioni criminali Barcellonesi e Tortoriciane. Pare che nel quartiere Giostra di Messina, ma anche nel rione Aldisio e a Santa Lucia sopra contesse, ci sarebbero stati una sorta di "fortini" allestiti in case di membri del gruppo, utilizzati per immagazzinare e proteggere la droga. Il gruppo di Messina avrebbe racimolato circa mezzo milione di euro al mese, ma il giro d'affari complessivo con coinvolgimento della 'Ndrangheta ammonta a diversi milioni.

### Situazione attuale
La città di Messina attualmente non è conosciuta per essere teatro di fatti di sangue, la mafia locale di fatto è silenziosa e discreta, e tende a evitare di creare situazioni che causino clamore. Non si registrano faide tra i gruppi criminali da anni, in quanto essi sono legati da accordi di collaborazione reciproca. La criminalità organizzata della zona peloritana è suddivisa in clan. Nel capoluogo sono presenti: il clan di Giostra nella zona Nord, il clan di Mangialupi ed il clan Spartà nella zona Sud, il clan Lo Duca nella zona centro-sud, il clan di Camaro ed il clan di Gravitelli nelle zone limitrofe del centro. Sovraordinata ai clan vi è la famiglia Romeo, erede "de facto" del clan di Luigi Sparacio che controllava le attività criminali messinesi negli anni 90, e che è contraddistinta da un forte legame con i Santapaola di Catania, non solo criminale ma anche di sangue, in quanto il "capostipite" Franco Romeo si è sposato con la sorella del boss catanese Nitto Santapaola, dando vita ad una "dinastia mafiosa" messinese-catanese. In provincia invece figurano il clan dei Barcellonesi con la cellula del clan dei Mazzarroti che affliggono la zona tirrenica e peloritana; sui Nebrodi orientali esercita potere il clan di Tortorici (suddiviso in vari gruppi che racchiudono vari soggetti provenienti dai borghi della zona, definiti "mafia dei pascoli"); sui Nebrodi occidentali il potere criminale è attribuito alla famiglia mafiosa di Mistretta, affiliata al mandamento di San Mauro Castelverde della provincia di Palermo; nella provincia lato Jonico la criminalità è gestita dai clan messinesi in parte e da compagini locali affiliate alla mafia catanese. Secondo il report del Sole24Ore del 2024, Messina risulta essere la 7° città in Italia per traffico di stupefacenti. In particolare dalle indagini degli ultimi anni sono emersi i canali di approvvigionamento utilizzati dai clan locali. Tra questi principalmente la 'Ndrangheta delle zone di San Luca, Africo, Rosarno, Gioia Tauro, oltre a cosa nostra catanese e palermitana. Contatti si sono registrati anche con clan gelesi (da parte del clan di Mangialupi) e agrigentini (da parte del clan Lo Duca). Talvolta anche se di rado, le organizzazioni criminali messinesi hanno stabilito contatti operativi anche esterni a Sicilia e Calabria, come ad esempio Milano, Roma, Campania, Emilia Romagna e Abruzzo. Da alcune indagini è emerso che una parte dell'approvvigionamento di sostanze stupefacenti è avvenuto grazie a canali esteri, legati alla Spagna, i Paesi Bassi, la Colombia e l'Albania. 

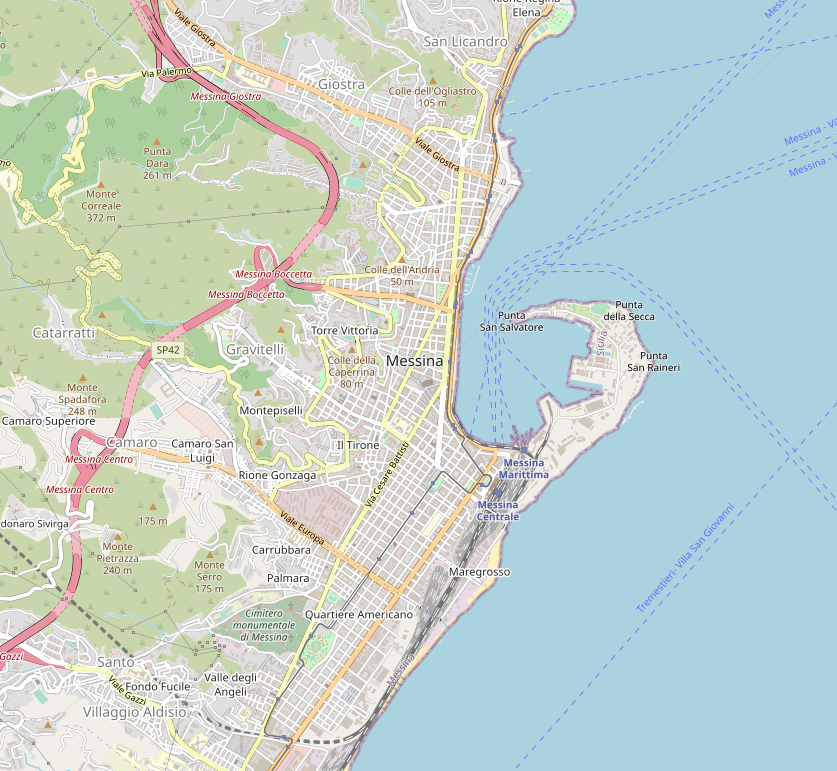
La mappa del centro di Messina e delle zone limitrofe

## Dati significativi

### Le scommesse online a Messina: ombra del ricilaggio di denaro illecito
Nel 2023 la città metropolitana di Messina svetta al primo posto per scommesse online in Italia con una media di circa 2900 euro all'anno scommessi dai cittadini tra i 18 e i 74 anni. In particolare il fenomeno si verifica maggiormente nei seguenti comuni: Patti (4.685,74 euro), Lipari (3.603,44), Sant'Agata di Militello (3.531,98), Messina (3.182,10), Taormina (2.308,49), Barcellona Pozzo di Gotto (2.308,49), Capo d'Orlando (2.190,38) e Milazzo (2.122,86). Dal momento che le cifre scommesse risultano razionalmente incompatibili coi dati riguardanti il reddito medio degli abitanti delle zone citate emerge con maggior evidenza che il gioco d’azzardo online rappresenti senza dubbio uno dei principali strumenti per il riciclaggio di denaro illecito.

### Criminalità nigeriana
Nella relazione della DIA del 2025, si parla di individui di origine nigeriana associati in modalità riconducibili a forme di criminalità organizzata.

### Produzione e spaccio di stupefacenti
Secondo i dati del 2024 del Sole 24Ore, Messina risulta essere la 7° città d'Italia per densità di associazioni a delinquere dedite alla produzione e al traffico di stupefacenti.

### Sicurezza
Nel 2024, nonostante la medio alta densità di associazioni criminali, la città risulta essere una delle più sicure d'Italia secondo il Sole 24Ore.

## Metodi utilizzati e simbologie
Le cosche messinesi sono solite ricorrere ad infiltrazioni nell'alta società, nella politica, nell'imprenditoria e nelle istituzioni. Questa tendenza viene definita rito peloritano, e prende il nome dai monti Peloritani, che sovrastano la città di Messina. Per quanto riguarda le simbologie utilizzate, specialmente quelle d'iniziazione, esse si rifanno in gran parte a quelle utilizzate dalla 'Ndrangheta. In passato le strategie di azione invece erano similari a quelle della nuova camorra organizzata di Raffele Cutolo, ed includevano appostamenti, pedinamenti e coordinazione tra gruppi d'azione. Attualmente a Messina si registra una mafia che tende a non far parlare di sé evitando grossi delitti allo scopo di non attirare l'attenzione. In provincia invece le consuetudini mafiose sono generalmente più violente, ma molto meno occulte e di conseguenza più evidenti. Anche per questo motivo la maggior parte dei rapporti criminali nazionali ed internazionali sono in capo ai clan del capoluogo, spesso tramite intercessione della 'Ndrangheta, mentre per ciò che riguarda le cosche della provincia si registano quasi solo rapporti all'interno della Sicilia e difficilmente oltre essa.

## Attuale suddivisione del territorio

### Messina
| Cosca | Zone d'influenza                                                              | Zone di provenienza                                                              |
| --- | ----------------------------------------------------------------------------- | -------------------------------------------------------------------------------- |
| Clan di Giostra | - Zona centro-nord di Messina - Zona nord di Messina - Zona centro di Messina | Giostra                                                                          |
| Gruppo Vinci (documentato intorno al 2005)                                                                                                | - Zona nord di Messina                                                        | Annunziata                                                                       |
| Clan di Gravitelli | - Zona centro di Messina                                                      | Gravitelli                                                                       |
| Clan di Camaro | - Zona centro-sud di Messina                                                  | Camaro Bisconte Catarratti                                                       |
| Clan Lo Duca | - Zona centro-sud di Messina                                                  | Provinciale                                                                      |
| Clan De Luca | - Zona centro-sud di Messina                                                  | Maregrosso                                                                       |
| Gruppo Sparacio | - Zona centro-sud di Messina                                                  | Fondo Pugliatti                                                                  |
| Clan di Mangialupi | - Zona centro-sud di Messina - Zona sud di Messina                            | Mangialupi Fondo Fucile Gazzi (Rione Taormina) Villaggio Aldisio Villaggio Santo |
| Clan Vadalà (Non documentato dal 2008 in poi)                                                                                             | - Zona sud di Messina                                                         | Minissale                                                                        |
| Clan Spartà | - Zona sud di Messina                                                         | Santa Lucia sopra Contesse Villaggio CEP Villaggio UNRRA Contesse                |
| Clan Pellegrino (legati al clan Spartà)                                                                                                   | - Periferia sud di Messina                                                    | Santa Margherita                                                                 |
| FAMIGLIA ROMEO (imparentata coi Santapaola di Catania tramite il matrimonio tra Concetta Santapaola ed il mafioso messinese Franco Romeo) |                                                                               |                                                                                  |

### Provincia versante tirrenico
| Cosca                                                                 | Zone d'influenza                                            | Zone di provenienza                                                                                          |
| --------------------------------------------------------------------- | ----------------------------------------------------------- | --- |
| Clan dei Barcellonesi                                                 | Provincia: - Riviera tirrenica orientale - Monti Peloritani | Barcellona Pozzo di Gotto Terme Vigliatore Mazzarrà Sant'Andrea (cellula dei Mazzarroti) Merì Valle del Mela |
| Clan di Tortorici                                                     | Provincia: - Monti Nebrodi - Riviera tirrenica occidentale  | Tortorici |
| Famiglia di Mistretta (legato al mandamento di San Mauro Castelverde) | Provincia: - Monti Nebrodi occidentali                      | Mistretta |

### Provincia versante ionico
| Cosca                                                         | Zona d'influenza                        | Zona di provenienza                    |
| ------------------------------------------------------------- | --------------------------------------- | -------------------------------------- |
| Clan Oliveri (legato al clan Laudani di Catania)              | Provincia: - Riviera Jonica meridionale | Taormina Giardini Santa Teresa di Riva |
| Clan Di Mauro (legato al clan Santapaola/Ercolano di Catania) | Provincia: - Riviera Jonica meridionale | Taormina Giardini Santa Teresa di Riva |
| Clan Cintorino (legato al clan Cappello di Catania)           | Provincia: - Valle dell'Alcantara       | Valle dell'Alcantara                   |

## Curiosità
- Wanda Ferro, sottosegretario di Stato al Ministero dell'interno dal 2 novembre 2022, presidente della provincia di Catanzaro dal 28 aprile 2008 al 12 ottobre 2014 e deputata per Fratelli d'Italia dal 2018, ha avuto una breve relazione col boss Luigi Sparacio (già coniugato), senza conoscerne probabilmente la reale identità[113].
- Nel documentario "Messina, l'università della mafia" Marcello Minasi, ex sostituto procuratore generale della corte d'appello di Messina, disse di aver ascoltato le parole del pentito Angelo Siino, soprannominato "ministro dei lavori pubblici di Cosa Nostra" quando quest'ultimo si espresse sulla città dello stretto nel seguente modo: Messina è l'università della mafia, Palermo scuola elementare.
- Sebastiano "Iano" Ferrara, boss del Villaggio CEP, dopo anni dal suo arresto, è stato intervistato dal quotidiano Fanpage, rivelando di essere ormai divenuto contrario alla mafia e esortando i giovani a non lasciarsi coinvolgere[114].
- Michelangelo Alfano, imprenditore e probabile referente di Cosa Nostra a Messina, è stato per un periodo il presidente dell'ACR Messina, all'epoca militante in Serie C1[22].
- Gaetano Costa in una deposizione nel processo ha lasciato intendere che contrariamente a quanto conosciuto, prima di lui a Messina vi erano altri esponenti mafiosi di cui tuttavia si parla poco e nulla[115].
- Alcuni esponenti del clan di Mangialupi si sono rivelati essere coinvolti in una piccola rete di spaccio nelle zone di Falcone, episodio insolito, dal momento che quella zona si attribuisce ai clan Barcellonesi e Mazzarroti[116].

## Nota dell'autore della pagina
Questa pagina è stata creata a scopo esclusivamente informativo grazie alla raccolta di numerosi articoli di giornale, informazioni reperite tramite libri e risultanze dei processi rese pubbliche. Non ha assolutamente la funzione di esaltare la criminalità organizzata, ma al contrario quella di segnalarne le influenze a coloro i quali abbiano voglia di informarsi a riguardo. Il materiale utilizzato è interamente citato nelle note e in bibliografia.